# Bile (Białoruś)
Bile (biał. Білі; ros. Били) – wieś na Białorusi, w obwodzie grodzieńskim, w rejonie werenowskim, w sielsowiecie Konwaliszki. 

## Historia
Po I wojnie światowej weszły w skład okręgu wileńskiego Zarządu Cywilnego Ziem Wschodnich. W latach 1920–1922 na terenie Litwy Środkowej, a następnie do 1945 w Polsce, w województwie wileńskim. Przez cały ten okres, podobnie jak w czasach zaborów, wieś administracyjnie przynależała do powiatu oszmiańskiego i gminy Dziewieniszki.
W latach 1921–1945 wieś leżała w Polsce, w województwie wileńskim, w powiecie oszmiańskim, w gminie Dziewieniszki.
W 1931 w 34 domach zamieszkiwało 214 osób.
Wierni należeli do parafii rzymskokatolickiej w Konwaliszkach. Miejscowość podlegała pod Sąd Grodzki w Holszanach i Okręgowy w Wilnie; właściwy urząd pocztowy mieścił się w Konwaliszkach.